# Can Bardem
Can Bardem és una obra del municipi de Torroella de Fluvià (Alt Empordà) inclosa en l'Inventari del Patrimoni Arquitectònic de Catalunya.

## Descripció
Edifici entre mitgeres, situat al carrer La Força, de planta baixa i dos pisos, amb un cos elevat a la part dreta de la façana. La porta d'accés, allindanada, presenta grans carreus de pedra i una creu en relleu a la llinda. A la part esquerra de la planta baixa hi ha una altra porta, d'arc escarser. Als dos pisos hi ha diverses obertures, totes emmarcades en pedra, i cal remarcar com a element interessant el cap esculpit situat a la banda esquerra de la finestra central de la façana. El conjunt es completa amb tres finestres d'arc escarser, situades al cos elevat.

## Història
Can Bardem és un dels edificis que formen part del carrer de la Força. Com la major part d'ells, el seu origen data del segle xvi.